# Mózes András (színművész)
Mózes András (Budapest, 1990. június 4. –) magyar színész, rendező, műsorvezető. 

## Élete
A Bródy Imre Gimnázium dráma szakán érettségizett. 2010–2015 között a Kaposvári Egyetem színművész-szakos hallgatója volt, egyetemi gyakorlatát a Vígszínházban töltötte. 2015-től a Thália Színház tagja.

### Magánélete
Házas, 2021-ben született meg első kislánya. 2024-ben a második. 

## Színházi szerepei

### Thália Színházban
- Gerhart Hauptmann: Bernd Róza (Streckmann)
- David Mamet: Amerikai bölény (Bob)
- Irvine Welsh azonos című regénye alapján színpadra írta Harry Gibson: Trainspotting (Mark/Srác)
- Simon Beaufoy: Alul semmi (Kese)
- Agatha Christie – Ken Ludwig: Gyilkosság az orient expresszen (Hector MacQueen)
- Georges Feydeau: Bolha a fülbe (Camille)
- Claude Magnier: Oscar (Christian Marten)
- Patrick Marber: Closer (Dan)
- Terry Johnson: Hisztéria (Dalí)

### Jurányi Produkciós Közösségi Inkubátorházban (Jurányi ház)
- Gianina Cărbunariu: Mady Baby (Voicu)[8][9][10]

## Filmjei
- Elk*rtuk (magyar krimi, 2021) ...Nándi
- Jóban Rosszban (magyar sorozat, 2019) ...Kiss Tamás
- Csak színház és más semmi (magyar sorozat, 2018)
- Pappa Pia (magyar vígjáték, 2017) ...Tibó
- Munkaügyek (magyar sorozat, 2016–2017) ...futár, újságíró